# Takt (moral)
 For alternative betydninger, se Takt. (Se også artikler, som begynder med Takt)
Takt er evnen og viljen til at indse den andens situation, og at handle ud fra den forståelse, sådan at den andens vilkår lettes. Det kan dreje sig om konkrete, materielle forhold, men det kan også dreje sig om psykisk eller social imødekommenhed.
Takt blev tidligere anset for at være en social færdighed, som det var vigtigt at kunne. I middelalderen var den en afgørende del i ridderlighedsidealet, og den har også senere været en grundpille i det at opføre sig som en gentleman.
Det er tankevækkende, at netop som denne livsholdning var ved at blive glemt, udkom Emma Gads berømte bog Takt og tone. Her reduceres takt fra at være en opøvet færdighed, der kan anvendes i alle situationer og overfor alle medmennesker, til et spørgsmål om stivnet etikette. I øvrigt har den ceremonielle etikette til alle tider været tænkt og brugt som støtte for udlændinge og andre socialt uøvede, når de skulle indføres blandt de højere lag af samfundet.